# Новий Шарап
Новий Шарап (рос. Новый Шарап) — село у Ординському районі Новосибірської області Російської Федерації.
Входить до складу муніципального утворення Новошарапська сільрада. Населення становить 1400 осіб (2017).

## Історія
Згідно із законом від 2 червня 2004 року органом місцевого самоврядування є Новошарапська сільрада.

## Населення
| 2002  | 2007  | 2010  | 2012  | 2013  | 2014  | 2015  |
| ----- | ----- | ----- | ----- | ----- | ----- | ----- |
| 1372  | ↗1497 | ↘1384 | ↗1401 | ↗1419 | ↘1400 | ↘1373 |
| 2016  | 2017  |       |       |       |       |       |
| ↘1351 | ↗1400 |       |       |       |       |       |